# Долматов, Василий Третьяк
Василий Долматов (по прозвищу Третьяк) (ум. после 1511) — дьяк великих князей Иоанна III и Василия ІII.

## Служба
Сначала был дьяком брата Иоанна III, князя Юрия Васильевича, а по кончине его (1472) перешёл на службу к великому князю и участвовал в переговорах его с новгородцами при падении их вечевой вольности.
При нашествии хана Ахмета в 1480 году был отправлен из Москвы с казной для её сохранения.
В 1486 году привёл к присяге на подданство Иоанну III жителей Твери.
В 1495 году состоял в посольстве к мазовецкому князю Конраду, в 1499 году — в посольстве в Литву, в 1500—1501 годах по шведско-ливонским вопросам — в посольстве в Данию.
В 1509 году Василий III направил Долматова во Псков для проверки жалоб псковичей на великокняжеского наместника и по окончании этого объявил им, что если они хотят жить по старине, то должны исполнить две воли великого князя — отменят вече и примут во все свои города великокняжеских наместников: «или сам государь, говорил Долматов псковичам, будет у вас, добрых подданных, мирным гостем, или пришлет к вам воинство смирить мятежников». Жители Пскова просили времени обдумать свой ответ, но уже на следующий день, 15 января 1510 года, сняли свой вечевой колокол и отдались на волю великого князя.
В 1510 году был отправлен послом в Польшу для улаживания пограничных споров.

## Опала
В 1511 году Долматова постигла опала: великий князь назначил его послом к германскому императору Максимилиану, но Долматов стал отговариваться от исполнения этого поручения, ссылаясь на свою бедность. Тогда дом Долматова был опечатан, найденные в нем 3000 рублей были изъяты, а сам хозяин был наказан тюремным заключением в Белоозере, где и скончался.